# Fotogramas
Fotogramas («Фотогра́мас» — «Фотоснимки») — испанский ежемесячный журнал о кинематографе. Считается самым читаемым журналом о кино в Испании. Основан владельцем барселонского кинотеатра Maryland Антонио Надалем Родо. Первый номер издания вышел 15 ноября 1946 года в Барселоне. В 1951 году журнал учредил кинематографическую премию, которая в настоящее время носит название Fotogramas de Plata. Обычный номер размером 30 см х 22,5 см предлагается по цене 3 евро, сокращённый вариант в формате 22 см х 17 см стоит 1,90 евро.